# Kečkovce
Kečkovce é um município da Eslováquia, situado no distrito de Svidník, na região de Prešov. Tem 12,77 km² de área e sua população em 2018 foi estimada em 262 habitantes.

## Demografia
| Ano:        | 1994 | 2004   | 2014    | 2024   |
| ----------- | ---- | ------ | ------- | ------ |
| Broj ljudi: | 219  | 223    | 247     | 264    |
| Razlika:    |      | +1,82% | +10,76% | +6,88% |

| Ano:               | 2023 | 2024   |
| ------------------ | ---- | ------ |
| Número de pessoas: | 258  | 264    |
| Diferença:         |      | +2,32% |